# مایک توریان
مایک توریان (ارمنی: Մայք Թուրյան؛ انگلیسی: Mike Turian؛ ) بازیکن موفق حرفه‌ای سحر و جادو: گردهمایی اهل ایالات متحده آمریکا است. وی ارمنی‌تبار می‌باشد. وی برنده تور حرفه‌ای نیویورک همراه با تیم «Potato Nation» شده‌است. توریان همچنین دو بار برنده جایزه بزرگ شده‌است. در سال ۲۰۰۸ میلادی مایک توریان به تالار مشاهیر راه یاف. وی در جریان مسابقات قهرمانی جهان در ممفیس ثبت نام کرده‌بود.

## دستاوردها
| فصل     | نوع رویداد | مکان            | قالب              | روزشمار                  | رتبه |
| ------- | ---------- | --------------- | ----------------- | ------------------------ | ---- |
| ۱۹۹۷–۹۸ | Grand Prix | تورنتو          | Block Constructed | ۳۰–۳۱ اوت ۱۹۹۷           | ۷    |
| ۱۹۹۸–۹۹ | Grand Prix | واشینگتن دی.سی. | Booster Draft     | ۱۸–۲۰ ژوئن ۱۹۹۹          | ۵    |
| ۱۹۹۹–۰۰ | Nationals  | اورلاندو        | Special           | ۸–۱۱ ژوئن ۲۰۰۰           | ۵    |
| ۲۰۰۰–۰۱ | Pro Tour   | نیویورک سیتی    | Team Limited      | ۲۷ سپتانمبر–۱ اکتبر ۲۰۰۰ | ۱    |
| ۲۰۰۰–۰۱ | Worlds     | تورنتو          | Special           | ۸–۱۲ اوت ۲۰۰۱            | ۵    |
| ۲۰۰۱–۰۲ | Grand Prix | مونترئال        | Limited           | ۱۳–۱۴ اکتبر ۲۰۰۱         | ۱    |
| ۲۰۰۱–۰۲ | Grand Prix | میلواکی         | Standard          | ۱۱–۱۲ مه ۲۰۰۲            | ۳    |
| ۲۰۰۲–۰۳ | Nationals  | سن دیه‌گو        | Special           | ۲۷–۲۹ ژوئن ۲۰۰۳          | ۸    |
| ۲۰۰۳–۰۴ | Pro Tour   | بوستون          | Team Limited      | ۱۲–۱۴ سپتامبر ۲۰۰۳       | ۳    |
| ۲۰۰۳–۰۴ | Pro Tour   | آمستردام        | Limited           | ۱۶–۱۸ ژانویه ۲۰۰۴        | ۸    |
| ۲۰۰۳–۰۴ | Grand Prix | اوکلند          | Booster Draft     | ۷–۸ فوریه ۲۰۰۴           | ۳    |
| ۲۰۰۳–۰۴ | Grand Prix | کلمبوس، اوهایو  | Limited           | ۲۷–۲۸ مارس ۲۰۰۴          | ۱    |
| ۲۰۰۳–۰۴ | Pro Tour   | سن دیه‌گو        | Limited           | ۱۴–۱۶ مه ۲۰۰۴            | ۳    |

Last updated: ۷ نوامبر ۲۰۱۱
Source: Wizards.com

Other accomplishments:
- Member of the 2008 Hall of Fame